# Kenne Duncan
Kenneth Duncan MacLachlan, bardziej znany jako Kenne Duncan (ur. 17 lutego 1903 roku w Chatham-Kent, w południowym Ontario, zm. 5 lutego 1972 roku w Hollywood w stanie Kalifornia) – kanadyjski aktor telewizyjny i filmowy.
Debiutował pod koniec lat 20. XX wieku w produkcjach w Kanadzie, Anglii i Stanach Zjednoczonych. Około 1937 roku osiadł w Hollywood i przyjmował role jako czarny charakter w serialach i westernach. W trakcie swojej 30-letniej kariery, Duncan grał w filmach klasy B Eda Wooda Jr..

## Wybrana filmografia
- 1931: Bez ograniczeń (No Limit) jako Curly Andrews
- 1937: Make-Up jako Lorenzo
- 1937: Ostatnia kurtyna (The Last Curtain) jako Joe Garsatti
- 1937: Słowo daję (Cross My Heart) jako Steve King
- 1942: Kod wyjęty spod prawa (Code of the Outlaw) jako poplecznik Plug
- 1942: Czerwona rzeka Robin Hood (Red River Robin Hood) jako poplecznik Ed Rance
- 1943: Wojny drapieżców (In Old Oklahoma) jako Oburzony biznesmen w pociągu
- 1943: Batman jako mechanik Fred
- 1944: Burza w Lizbonie (Storm Over Lisbon) jako Paul
- 1946: Nocny pociąg do Memphis (Night Train to Memphis) jako Asa Morgan
- 1947: Anioł i złoczyńca (Angel and the Badman) jako Hazardzista